# Миллер, Деннис (американский актёр)
Деннис Миллер (англ. Dennis Miller; род. 3 ноября 1957; Питтсбург Пенсильвания) — американский киноактёр, комик, сценарист и продюсер.

## Биография
Миллер родился в семье шотландского происхождения. Образование получил в Питтсбурге. Карьеру комика начал в Нью-Йорке и Лос-Анджелесе в начале 1980-х годов. Во время одного из своих выступлений был замечен Лорном Михаэльсом и был принят в коллектив комедийной телепрограммы Saturday Night Live. Выступал в ней и писал скетчи и сценарии до 1991 года. В 1994—2002 годах артист выступал в комедийном шоу Dennis Miller Live, писал для него сценарии и являлся его же продюсером.
Сыграл ряд ролей в известных кинофильмах 1990-х годов. Так, в фильме «Разоблачение» (1994) он играет вместе с Майклом Дугласом и Деми Мур, в триллере «Сеть» — вместе с Сандрой Буллок. В кино-триллере «Никогда не разговаривай с незнакомцами» (1995) Миллер сыграл друга и соседа героини Ребекка Де Морней. В комедийном фильме ужасов «Байки из склепа: Кровавый бордель» Миллер сыграл главную роль частного детектива Рейфа Гутмана.
Политические взгляды Денниса Миллера в 2000-е годы претерпели сильные изменения по сравнению с предыдущими годами. Будучи ранее приверженцем леволиберальных взглядов и сторонником демократической партии он после террористической атаки 11 сентября 2001 года стал убеждённым сторонником республиканской партии. Начиная с 2004 года он регулярно выступал на телеканале Fox News в телешоу The O’Reilly Factor, где совместно с Биллом о’Райли в сатирическом плане обсуждал различные злободневные политически темы. Оба также совместно выступали на сцене в шоу Bolder and Fresher.
С марта 2020 года Деннис Миллер стал ведущим телешоу Dennis Miller + One на канале Russia Today.

## Личная жизнь
Актёр с 1988 года женат на модели Эли Эпсли, у пары двое детей.

## Фильмография
| Год       |    | Русское название                       | Оригинальное название                            | Роль                         |
| --------- | -- | -------------------------------------- | ------------------------------------------------ | ---------------------------- |
| 1985—1991 | с  | Субботним вечером в прямом эфире       | Saturday Night Live                              | разные персонажи             |
| 1990      | ф  | Сумасшедший дом                        | Madhouse                                         | Уэс                          |
| 1990      | тф | День Земли, специальный выпуск         | The Earth Day Special                            | ведущий новостей на выходных |
| 1992      | с  | Шоу Бена Стиллера                      | The Ben Stiller Show                             | в роли самого себя           |
| 1994      | ф  | Разоблачение                           | Disclosure                                       | Марк Левин                   |
| 1995      | ф  | Сеть                                   | The Net                                          | доктор Алан Чемпион          |
| 1995      | с  | Новостное радио                        | NewsRadio                                        | сталкер                      |
| 1995      | ф  | Никогда не разговаривай с незнакомцами | Never Talk To Strangers                          | Клифф Рэддисон               |
| 1995      | с  | Шоу Джона Ларрокетта                   | The John Larroquette Show                        | в роли самого себя           |
| 1996      | ф  | Байки из склепа: Кровавый бордель      | Tales from the Crypt Presents: Bordello of Blood | Рейф Гуттман                 |
| 1996      | с  | Арлисс                                 | Arli$$                                           | в роли самого себя           |
| 1997      | ф  | Убийство в Белом доме                  | Murder at 1600                                   | детектив Стенгел             |
| 1999      | с  | Шоу Норма                              | The Norm Show                                    | Вик                          |
| 2001      | ф  | Приключения Джо Грязнули               | Joe Dirt                                         | Зандер Келли                 |
| 2003      | с  | Бостонская школа                       | Boston Public                                    | Чарли Биксби                 |
| 2005      | ф  | Здесь курят                            | Thank You for Smoking                            | в роли самого себя           |
| 2006      | тф | —                                      | Let Go                                           | доктор Лэнгли                |
| 2008      | ф  | Однажды в Вегасе                       | TWhat Happens in Vegas                           | судья Вуппер                 |
| 2012      | с  | Гавайи 5.0                             | Hawaii Five-0                                    | Бобби Рейнс                  |
| 2012      | ф  | Грязная кампания за честные выборы     | The Campaign                                     | в роли самого себя           |
| 2012      | тф | Безымянный проект Адама Щтикеля/ABC    | Untitled Adam Sztykiel/ABC Project               | Нельсон Берк                 |
| 2013      | с  | Карточный домик                        | House of Cards                                   | в роли самого себя           |
| 2014      | с  | —                                      | Beyond the Comics                                | н/д                          |
| 2015      | в  | Приключения Джо Грязнули 2             | Joe Dirt 2: Beautiful Loser                      | Зандер Келли                 |

## Награды и номинации
Становился обладателем премии «Эмми» как лучший сценарист в 1994, 1995, 1996 и 1998 годах, в 1997, 1999 и 2000 годах был номинирован на «Эмми» в той же категории. В 1994, 1995, 1997, 1999 и 2000 был номинирован на премию «Эмми» как лучший продюсер, а в 1996 был награждён этой премией. В 1999 году был номинирован на премию Эмми как лучший комик. В 1996, 1997, 1999 и 2001 годы был награждён премией Гильдии сценаристов США, в 2000 и 2003 годы он был номинирован на получение этой премии. За роль в телесериале Dennis Miller: State of the Union Undressed (1995) был награждён премией American Comedy Awards. За исполнение роли в телевизионной комедии The Raw Feed (2003) актёр был снова номинирован на премию «Эмми».